# Merchantville (New Jersey)
Merchantville est une ville du comté de Camden au New Jersey.
Sa population était de 3 821 habitants en 2010.